# Leptobrachium banae
Espèce
Statut de conservation UICN

 LC  : Préoccupation mineure
Leptobrachium banae est une espèce d'amphibiens de la famille des Megophryidae.

## Répartition
Cette espèce est endémique de l'Asie du Sud-Est. Elle se rencontre entre 800 et 1 600 m d'altitude :
- dans le centre du Viêt Nam dans les provinces de Gia Lai, de Thừa Thiên-Huế et de Quảng Nam ;
- dans le sud du Laos.

## Étymologie
Cette espèce est nommée en l'honneur des Bahnar.

## Publication originale
- Lathrop, Murphy, Orlov & Ho, 1998 : Two new species of Leptobrachium (Anura: Megophryidae) from the central highlands of Vietnam with a redescription of Leptobrachium chapaense. Russian Journal of Herpetology, vol. 5, no 1, p. 51-60.